# Sprintvärldsmästerskapen i kanotsport 1997
Sprintvärldsmästerskapen i kanotsport 1997 anordnades i Darmouth i Nova Scotia i Kanada, ute på Banooksjön under perioden 20-24 augusti 1997.

## Medaljsummering
| Pl.    | Nation         | Guld | Silver | Brons | Totalt |
| ------ | -------------- | ---- | ------ | ----- | ------ |
| 1      | Ungern         | 8    | 6      | 2     | 16     |
| 2      | Tyskland       | 9    | 1      | 2     | 12     |
| 3      | Italien        | 1    | 6      | 1     | 8      |
| 4      | Polen          | 0    | 4      | 3     | 7      |
| 5      | Australien     | 1    | 2      | 2     | 5      |
| 6      | Tjeckien       | 1    | 2      | 2     | 5      |
| 7      | Ryssland       | 1    | 2      | 2     | 5      |
| 8      | Kanada         | 3    | 1      | 0     | 4      |
| 9      | Sverige        | 0    | 0      | 3     | 3      |
| 10     | Ukraina        | 0    | 0      | 3     | 3      |
| 11     | Rumänien       | 1    | 1      | 0     | 2      |
| 12     | Österrike      | 0    | 0      | 2     | 2      |
| 13     | Spanien        | 0    | 0      | 2     | 2      |
| 14     | Belarus        | 1    | 0      | 0     | 1      |
| 15     | Danmark        | 0    | 1      | 0     | 1      |
| 16     | Norge          | 0    | 0      | 1     | 1      |
| 17     | Storbritannien | 0    | 0      | 1     | 1      |
| Totalt | Totalt         | 26   | 26     | 26    | 78     |

### Herrar

#### Kanadensare
| Gren       | Guld                                                                             | Tid | Silver                                                                             | Tid | Brons                                                                            | Tid |
| C-1 200 m  | Béla Belicza (HUN)                                                               |     | Martin Doktor (CZE)                                                                |     | Mychajlo Slyvynskyj (UKR)                                                        |     |
| C-1 500 m  | Martin Doktor (CZE)                                                              |     | Béla Belicza (HUN)                                                                 |     | Mychajlo Slyvynskyj (UKR)                                                        |     |
| C-1 1000 m | Andreas Dittmer (GER)                                                            |     | Martin Doktor (CZE)                                                                |     | Béla Belicza (HUN)                                                               |     |
| C-2 200 m  | Tyskland Thomas Zereske Christian Gille                                          |     | Ryssland Pavel Konovalov Vladimir Ladotja                                          |     | Tjeckien Petr Fuksa Pavel Bednar                                                 |     |
| C-2 500 m  | Ungern György Kolonics Csaba Horváth                                             |     | Polen Daniel Jędraszko Paweł Baraszkiewicz                                         |     | Tyskland Thomas Zereske Christian Gille                                          |     |
| C-2 1000 m | Tyskland Gunar Kirchbach Matthias Röder                                          |     | Ungern György Kolonics Csaba Horváth                                               |     | Storbritannien Andrew Train Stephen Train                                        |     |
| C-4 200 m  | Belarus Aljaksandr Masiajkoŭ Andrej Beljajev Anatolij Renejskij Vladimir Marinov |     | Ungern György Kolonics Csaba Horváth Ervin Hoffmann Béla Belicza                   |     | Tjeckien Petr Procházka Tomáš Křivánek Roman Dittrich Waldemar Fibgir            |     |
| C-4 500 m  | Ungern György Kolonics Csaba Horváth Csaba Hüttner László Szuszkó                |     | Rumänien Marcel Glavin Cosmin Pasca Antonel Borsan Florin Popescu                  |     | Ryssland Sergej Tjemerov Andrej Konovalov Vladislav Polzunov Aleksandr Kostoglod |     |
| C-4 1000 m | Rumänien Marcel Glavin Cosmin Pasca Antonel Borsan Florin Popescu                |     | Ryssland Konstantin Formitjov Maksim Opalev Vladislav Polzunov Aleksandr Kostoglod |     | Polen Daniel Jędraszko Piotr Midloch Paweł Midloch Paweł Baraszkiewicz           |     |

#### Kajak
| Gren       | Guld                                                                     | Tid | Silver                                                                  | Tid | Brons                                                                     | Tid |
| K-1 200 m  | Vince Fehérvári (HUN)                                                    |     | Grzegorz Kotowicz (POL)                                                 |     | Oleksij Slivinskyj (UKR)                                                  |     |
| K-1 500 m  | Botond Storcz (HUN)                                                      |     | Grzegorz Kotowicz (POL)                                                 |     | Antonio Rossi (ITA)                                                       |     |
| K-1 1000 m | Botond Storcz (HUN)                                                      |     | Beniamino Bonomi (ITA)                                                  |     | Knut Holmann (NOR)                                                        |     |
| K-2 200 m  | Ungern Vince Fehérvári Róbert Hegedűs                                    |     | Italien Beniamino Bonomi Paolo Tommasini                                |     | Sverige Henrik Andersson Henrik Nilsson                                   |     |
| K-2 500 m  | Australien Andrew Trim Daniel Collins                                    |     | Italien Beniamino Bonomi Luca Negri                                     |     | Ungern Krisztián Bártafai Gábor Horvárth                                  |     |
| K-2 1000 m | Italien Antonio Rossi Luca Negri                                         |     | Danmark Jesper Staal Thomas Holm Jakobsen                               |     | Polen Grzegorz Kotowicz Dariusz Białkowski                                |     |
| K-4 200 m  | Ryssland Anatolij Tisjtjenko Oleg Gorobij Sergej Verlin Aleksandr Ivanik |     | Ungern Vince Fehérvári Krisztián Bártafai Gábor Horvárth Róbert Hegedűs |     | Tyskland Torsten Gutsche Mark Zabel Jan Günther Björn Bach                |     |
| K-4 500 m  | Ungern Zoltán Kammerer Botond Storcz Ákos Vereckei Róbert Hegedűs        |     | Tyskland Torsten Gutsche Mark Zabel Jan Günther Björn Bach              |     | Sverige Henrik Andersson Nils-Erik Jonsson Anders Svensson Henrik Nilsson |     |
| K-4 1000 m | Tyskland Torsten Gustche Mark Zabel Björn Bach Stefan Ulm                |     | Ungern Botond Storcz Zoltán Antal Gábor Szabó Márton Bauer              |     | Australien Ross Chaffer Brian Marton Peter Scott Adam Dean                |     |

### Damer

#### Kajak
| Gren       | Guld                                                              | Tid | Silver                                                              | Tid | Brons                                                                  | Tid |
| K-1 200 m  | Caroline Brunet (CAN)                                             |     | Josefa Idem (ITA)                                                   |     | Jacqui Mengler (AUS)                                                   |     |
| K-1 500 m  | Caroline Brunet (CAN)                                             |     | Josefa Idem (ITA)                                                   |     | Ursula Profanter (AUT)                                                 |     |
| K-1 1000 m | Caroline Brunet (CAN)                                             |     | Josefa Idem (ITA)                                                   |     | Ursula Profanter (AUT)                                                 |     |
| K-2 200 m  | Tyskland Birgit Fischer Anett Schuck                              |     | Polen Isabella Dylewska Elżbieta Urbańczyk                          |     | Ryssland Natalja Gouillj Jelena Tissina                                |     |
| K-2 500 m  | Tyskland Birgit Fischer Anett Schuck                              |     | Australien Anna Wood Katrin Borchert                                |     | Spanien Beatriz Manchón Izaskun Aramburu                               |     |
| K-2 1000 m | Tyskland Birgit Fischer Marcela Bednar                            |     | Australien Anna Wood Katrin Borchert                                |     | Polen Isabella Dylewska Swiatowiak Urbancyzk                           |     |
| K-4 200 m  | Tyskland Birgit Fischer Anett Schuck Manuela Mucke Katrin Wagner  |     | Kanada Karen Fumeaux Corrina Kennedy Danica Rice Marie-Josée Gibeau |     | Sverige Anna Karlsson Ingela Eriksson Maria Haglund Suzanne Rosenquist |     |
| K-4 500 m  | Tyskland Birgit Fischer Anett Schuck Katrin Kiesler Katrin Wagner |     | Ungern Kinga Dékány Szilvia Szabó Andrea Barocsi Katalin Kovács     |     | Spanien Beatriz Manchón Belen Sánchez Ana María Penas Izaskun Aramburu |     |